# Flora Coquerel
Pour les articles homonymes, voir Coquerel.
Flora Coquerel, née le 14 avril 1994 à Mont-Saint-Aignan (Seine-Maritime), est une reine de beauté franco-béninoise. Élue Miss Orléanais, elle est ensuite élue Miss France 2014. Elle est la 84e Miss France. Elle est la 3e dauphine de Miss Univers 2015 et la première Française à accéder au top 5 de l'élection de Miss Univers, 62 ans après Christiane Martel, Miss Univers 1953.

## Biographie

### Jeunesse et études
Flora Coquerel naît le 14 avril 1994, à Mont-Saint-Aignan en Seine-Maritime, d'un père français, chef d'entreprise, et d'une mère béninoise, agent territorial spécialisé des écoles maternelles. Elle est la cadette d'une famille de trois enfants, Abiba, sa demi-sœur née en 1985 et Cédric, de deux ans son aîné.
Elle passe la majeure partie de son enfance et de son adolescence à Lucé dans l'agglomération de Chartres, puis à Morancez tout près de Chartres.
Alors étudiante en deuxième année de BTS en commerce international, elle est élue Miss Orléanais le 6 octobre 2013, titre la qualifiant pour l'élection de Miss France le 7 décembre 2013. Elle obtient son BTS en commerce international en juin 2015 après avoir rendu son écharpe de Miss France.

### Élection de Miss France 2014
Flora Coquerel est élue puis sacrée Miss France 2014 le 7 décembre 2013 à Dijon. Elle succède à Marine Lorphelin, Miss France 2013. Elle est élue avec 27,81 % des votes du public. Elle est la première Miss Orléanais élue Miss France. Ce comité régional correspondait approximativement à l'ancienne province historique de l'Orléanais à savoir les départements d'Eure-et-Loir, du Loiret et de Loir-et-Cher. Pour l'élection de 2016, ce titre disparaît pour laisser la place au titre de Miss Centre-Val de Loire, qui incorpore les départements d'Indre-et-Loire, du Cher et de l'Indre (auparavant représentés par Miss Centre). Cependant, à ce jour, Flora Coquerel demeure la seule Miss France issue de cette région.
Ses dauphines sont : 
- 1re dauphine : Miss Tahiti, Mehiata Riaria ;
- 2e dauphine : Miss Provence, Lætizia Penmellen ;
- 3e dauphine : Miss Côte d'Azur, Aurianne Sinacola ;
- 4e dauphine : Miss Guadeloupe, Chloé Deher ;
- 5e dauphine : Miss Auvergne, Camille Blond ;
- 6e dauphine : Miss Languedoc, Anaïs Franchini.

Durant son règne en tant que Miss France 2014, Flora Coquerel a voyagé en Italie, au Panama, au Bénin, en Chine, au Royaume-Uni et en République dominicaine.

### Année de Miss France

#### Représentations en France et dans le monde
Le 7 février, elle est invitée à l'INSEP pour rencontrer et pour faire quelques échanges avec l’équipe de la Fédération française de badminton.
Du 24 au 28 février, elle est invitée au Panama à l’initiative de Henry Faarup, ambassadeur du Panama en France, et sur invitation du ministre du Tourisme du Panama, Salomon Shamah pour la célébration des 100 ans du canal de Panama. Pendant son séjour, elle rencontre Virginia Hernández (Miss World 2013 Panama) et Carolina Brid (Miss Univers Panama 2013).
Le 25 février, elle a rencontré le président du Panama Ricardo Martinelli. Le 26 février, elle a rendu visite à l’Alliance Française de Panama, une O.N.G. pour l’enseignement de la langue française et la diffusion de sa culture.
Pendant son séjour, elle a visité des écluses du canal de Panama, le centre historique Casco Viejo, la ville de Colón et les îles de Guna Yala et San Blas.
Le 6 décembre 2014, en direct du Zénith d'Orléans, elle transmet son titre de Miss France à Camille Cerf, Miss Nord-Pas-de-Calais, élue Miss France 2015.

### L'après Miss France

#### Concours Miss Monde 2014

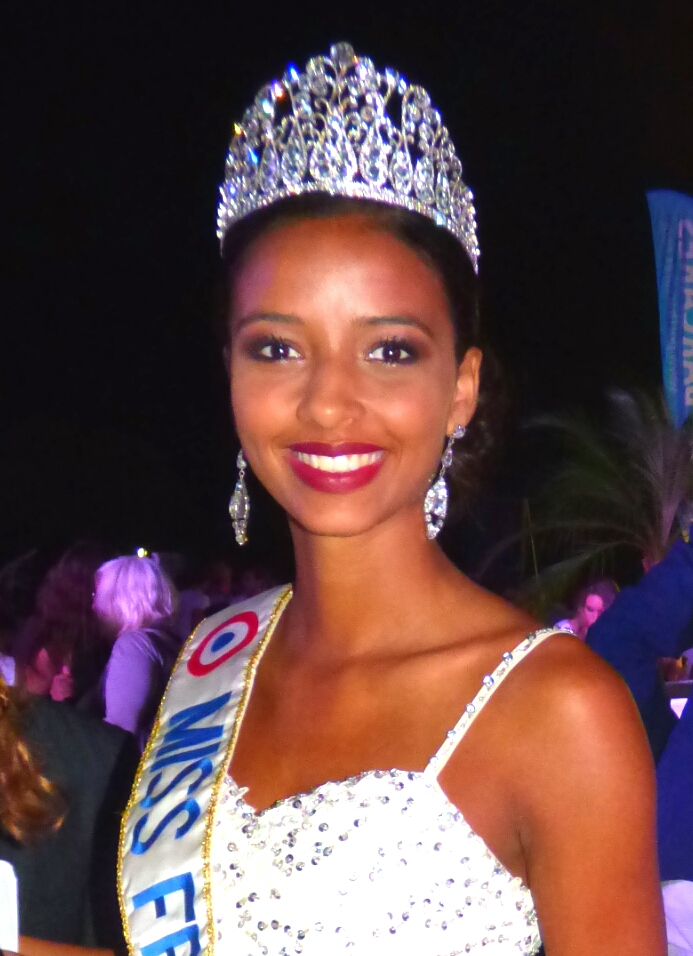
Flora Coquerel en août 2014.

Elle représente la France à Miss Monde 2014 qui a lieu à Londres. Elle figure dans le top 20 de « Top Model » et dans le top 25 de « The People's Choice » en marge du concours. Le 14 décembre, elle ne fait pas partie du top 25 lors de l'élection de Miss Monde 2014, mais termine première de l'épreuve de l'interview face au jury.

#### Concours Miss Univers 2015
La directrice de la Société Miss France Sylvie Tellier choisit Flora Coquerel pour représenter la France au concours Miss Univers 2015 le 20 décembre 2015 à Las Vegas, en remplacement de Camille Cerf, Miss France 2015, ayant déjà participé à l'élection précédente pour des raisons de calendrier. Flora se classe 4e de l'élection et est donc élue 3e dauphine de Miss Univers Pia Alonzo Wurtzbach (Miss Philippines). Ce classement est historique puisque la France ne s'était pas classée si haut depuis Christiane Martel élue Miss Univers en 1953. Flora Coquerel est alors la première Française à se classer dans le top 5 après Christiane Martel et obtient la deuxième meilleure place d'une Française dans ce concours, jusqu'à l'élection d'Iris Mittenaere Miss Univers 2016.

#### Jury de Miss France
Le 19 décembre 2020, elle est membre du jury (exclusivement féminin, composé d'anciennes Miss France et présidé par Iris Mittenaere) de l'élection de Miss France 2021. L'élection se déroule au Puy du Fou et est retransmise en direct sur TF1. 
Elle est de nouveau membre du jury lors de l’élection Miss France 2025. Cette élection a lieu au Futuroscope le 14 décembre 2024. 

## Philanthropie
Au travers de son association Kelina, Coquerel s'engage au Bénin. L'association est créée en avril 2014, le jour de ses vingt ans.
Le 14 avril 2022,  la maternité baptisée Nana Zalia ouvre ses portes au Bénin dans une région où il y a « une sage-femme pour 20 000 femmes en âge de procréer ». De l'année d'ouverture jusqu'en 2025, plus de 400 bébés y sont nés.

## Vie privée
Elle est en couple avec le danseur Ugo Ciulla de 2015 à 2020.

## Doublage

### Cinéma

#### Films
- 2018 : Sherlock Gnomes de John Stevenson : Irene Adler

## Récompenses et nomination
| Année | Récompenses         | Nomination          | Résultat   |
| ----- | ------------------- | ------------------- | ---------- |
| 2014  | Révélation Féminine | Melty Future Awards | Nomination |

## Parcours
- Miss Orléanais 2013, élue le 6 octobre 2013.
- Miss France 2014, élue le 7 décembre 2013 à Dijon.
- Non classée au concours Miss Monde 2014, le 14 décembre 2014.
- 3e dauphine de Miss Univers 2015, élue le 20 décembre 2015 à Las Vegas.